# Octuor pour vents et cordes en ré majeur

L'Octuor pour vents et cordes en ré majeur est un octuor pour clarinette, basson, cor, violon, deux altos, violoncelle et contrebasse de Paul Hindemith composé en 1957-58.

## Structure
L'octuor comprend cinq mouvements :
1. Large - Modérément animé
2. Scherzo: Variantes (modérément animé)
3. Lent (en si bémol majeur)
4. Scherzo: très vif
5. Finale: Fugues et trois danses démodées.